# Diabas
Diabas er en mørk basisk magmatisk bjergart, som er finkornet og på samme tid hård. Hovedmineralet i diabas er plagioklas (labradorit) og pyroxen (augit), med mindre mængder af olivin, magnetit og illmenit. Den sorte farve stammer fra pyroxen og yderst små korn af jern- og titanoxyd i den ellers lyse plagioklas.
Diabas blev brugt i stenalderen til fremstilling af forskellige redskaber og våben.
I Ekeberg-skrænten i Oslo for eksempel, er der registreret to diabasbrud for stenalderredskaber.
Betegnelsen diabas, eller på fransk diabase blev indført i 1807 af Alexandre Brongniart. Han afledte ordet fra græsk δι- (di-) og βάσις (bas), med henblik på bjergartens to bestanddele, men lavede en grammatisk fejl, da han indskød et "a" mellem ordene. Hurtigt fik bjergarten betegnelsen dolerit. I 1842 genindførte Friedrich Hausmann betegnelsen diabas, men nu med henvisning til det græske verbum διαβαίνειν (diabainein) (Participium: διαβας, diabas) som betyder gennemgående eller gennemtrængende.

## Dannelse
Til forskel fra basalt, er diabas ikke dannet oppe på jordoverfladen. Bjergarten er dannet ved krystallisering halvvejs oppe i den øverste del af jordskorpen. Diabasens hårdhed forårsages af en relativ hurtig afkøling, som resulterer i en tæt og hård bjergart. Da diabas også indeholder en del jern, er den relativ tung og en kubikmeter vejer cirka 3 ton. Diabas er sædvanligvis masseformet, hvilket vil sige at mineralkornene ligger regelløst orienterede i forskellige retninger. Undertiden kan en del af mineralkornene dog lægge sig mere eller mindre parallelt med hinanden langs lavaens strømningsretning. Denne struktur kaldes strømningsstruktur. Bjergartens kornstørrelse afhænger af, hvor længe det har taget for den at krystallisere. Jo hurtigere magmaens varme ledes bort, desto kortere bliver krystallisationstiden og desto mindre bliver mineralkornene. Diabas, som er størknet nær jordoverfladen, er derfor i reglen mere finkornet end den, som er størknet på større dybder. Visse typer af diabas er størknet så højt oppe, at de har dannet basalt.

## Anvendelse
Stenen blev solgt under navnet sort granit og blev så eftertragtet at den på trods af besværlige og dyre landtransporter var lønsom at bryde. Overgangen til det grå urbjerg som omgiver diabas-laget er brat, så at finde laget med den sorte sten, kunne være både tålmodighedskrævende og besværligt. Ofte viste vandreblokkene vej. Det var sten, som indlandsisen havde skrællet væk fra diabas-laget. De lå altid øst for denne, undertiden med det meste gemt under jorden. Ved at støde med et spyd og lytte efter "klangen", kunne man afgøre om det lød lønsomt.
Første gang der blev anvendt sort diabas inden for gravmonumentbranchen i verden, var da Johan Schannong i 1884 begyndte at bryde den sorte svenske granit i Västervik i Sverige. J. Schannong kunne med sine dampsliberier polere granitten til så sort en overflade, at folk i første omgang troede det var ibenholt, da man aldrig havde set så smuk og sort sten før. Johan fik stor efterspørgsel på den sorte granit mange steder over hele verden og selv svenskerne var så målløse over Schannongs fund af granitten, at de sendte et hold geologer rundt i Sverige for at finde flere af denne slags granitbrud. Schannongs firma eksisterer stadig i dag og drives af 6. generation. 
I Hägghult i Blekinge ligger verdens største åbne brud for sort diabas, med den imponerende længde af 900 meter, bredde af 50 meter og dybde på 75 meter. Diabasårerne går her altid i NNØ-SSV og er almindeligvis cirka 50 meter bredde og omkring en kilometer lange. Diabasens høje kvalitet har gjort den eftertragtet af kunstnere over hele verden. En af de mere kendte er Takashi Naraha fra Japan. Stenen anvendes primært til monumenter, skulpturer og andre former for kunstværker, men også til dekoration af bygninger. Empire State Building er delvist dekoreret med diabas fra dette område og Iwo Jima-Memorial har en sokkel som er lavet af diabasen fra Göinge.

- Monument over Raul Wallenberg udenfor FN-huset Arkiveret 27. september 2007 hos  Wayback Machine
- Nogle offentlige arbejder Arkiveret 8. april 2001 hos  Wayback Machine
- Kunsthåndværk af diabas Arkiveret 27. september 2007 hos  Wayback Machine
- Skulpturer i diabas Arkiveret 27. september 2007 hos  Wayback Machine
- Diabas på frimærker Arkiveret 30. september 2007 hos  Wayback Machine

### Berwaldhallen
Berwaldhallen i Stockholm, hjemsted for Sveriges Radios Symfoniorkester og radiokoret blev indviet i november 1979. Den kostede 58 millioner kr at bygge, som blev taget fra licensmidlerne. Den er for totredjedeles vedkommende sprængt ned i klippen, som består af granit og gnejs , med et diabas-lag som dekorativt indslag.

### Bolig-indretning
Et anvendelsesområde som er i stigning er bolig-indretning, især plader til for eksempel køkkener, hvor sten bliver mere og mere populært. Granit og sort diabas er de mest praktiske da de tåler varme, vand og skarpe knive.